# De Wachter (Dilsen)

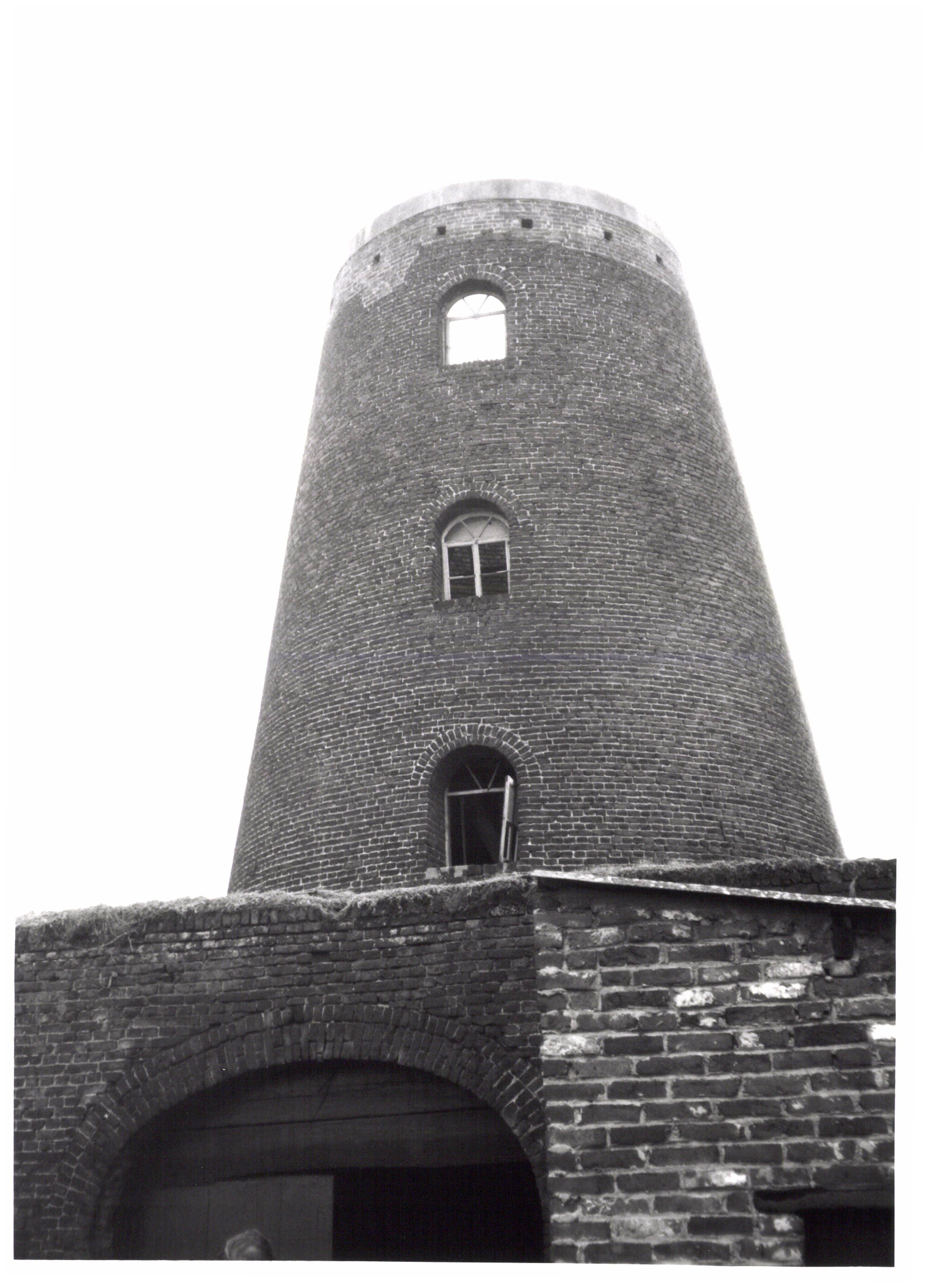
De Wachter in 1987

De Wachter is de naam van een windmolen te Dilsen, gelegen aan Heilderveld 13.
De ronde stenen molen van het type beltmolen werd gebouwd in 1871 en fungeerde als korenmolen. Nadat enkele particuliere molenaars de molen hadden bediend, werd ze in 1883 verkocht aan de kasteelheer van het naburige Kasteel Ter Motten, Leon Moreau De Bellaing-Delamine. Sindsdien werd de molen verpacht. In 1908 nog gebeurde er een dodelijk ongeval, toen in een storm twee wieken werden afgerukt en de houten wiekenas brak. De molen werd hersteld, waarbij een gietijzeren as werd geïnstalleerd.
Tot 1954 draaide de molen op windkracht. In dit jaar echter beschadigde tijdens het malen het spoorwiel, en het werd niet meer rendabel bevonden om in de molen te investeren, zodat het windbedrijf werd stilgelegd. In 1969 werd de molen nog gekocht door een particuliere molenaar, maar in 1970 kwam het gehele bedrijf tot stilstand. Hoewel in 1982 - samen met zijn directe omgeving - beschermd als monument, trad het verval in en in 1992 werd de molen onttakeld. De vrijkomende onderdelen werden opgeslagen.
De huidige molenromp wacht nog op restauratie en zal worden geïntegreerd in het Stadspark Ter Motten.
- Inventaris van het Bouwkundig Erfgoed (Vlaanderen): 71135